# Tomaso Totolo
Tomaso Totolo (ur. 26 listopada 1965 w Isola della Scala) – włoski siatkarz i trener.
Przygodę z siatkówką zaczynał jako zawodnik. Jednakże niski wzrost nie pozwolił mu na zaistnienie na parkietach w związku z czym dosyć wcześnie, w wieku 33 lat, zakończył karierę zawodniczą.
Karierę trenerską rozpoczął w 2000 roku w swojej rodzinnej miejscowości w klubie Aesse Isola della Scala VR. Przez kolejne lata zdobywał doświadczenie jako asystent trenera w klubach z Werony.
W międzyczasie został asystentem trenera Gian Paolo Montaliego w reprezentacji Włoch. Razem z drużyną Azzurri zdobył srebrny medal na Igrzyskach Olimpijskich w 2004 roku oraz złoty medal na Mistrzostwach Europy w 2005 roku.
Pod koniec sezonu 2006/2007 zastąpił Ryszarda Boska na stanowisku trenera Jastrzębskiego Węgla. Jego niekonwencjonalne metody pracy początkowo nie przekonały środowiska siatkarskiego. Jednakże niezwykła umiejętność motywowania podopiecznych i wywalczenie wraz z klubem srebrnego medalu mistrzostw Polski ostatecznie przysporzyły mu wielu fanów w Polsce.
Począwszy od 2007 aż do 2011 roku pełnił funkcję drugiego trenera we włoskim Sisleyu Treviso. Nie ukrywał jednak, iż w przyszłości chciałby ponownie zostać trenerem polskiego klubu.
27 kwietnia 2011 roku podpisał 2-letni kontrakt z AZS-em Olsztyn. 8 maja 2012 władze klubu poinformowały o rozstaniu z trenerem z powodu słabych wyników drużyny, na co pozwalał odpowiedni zapis w umowie. Po niezbyt udanym sezonie w Polsce postanowił spróbować swoich sił w Rosji jako drugi trener Iskry Odincowo. Pod koniec sezonu 2012/2013 prowadził drużynę jako I trener.
Od sezonu 2013/2014 był asystentem Władimira Alekny w Zenicie Kazań.

## Sukcesy trenerskie

### klubowe
Liga polska:
- 2007